# رادیو دزفول
رادیو دزفول (رادیو شهری دزفول) بخشی از مجموعه صدا و سیمای خوزستان است. این رادیو در آبانماه سال ۱۳۵۹ تأسیس شد و هم اینک روزانه بین ۵ تا ۷ ساعت برنامه به زبان فارسی و گویش دزفولی پخش می‌کند. این رادیو شهرهای دزفول، اندیمشک و شوش را پوشش می‌دهد.

## تاریخچه
این رادیو در آغاز جنگ ایران و عراق از دزفول شروع به پخش برنامه کرد. نخستین مسئولان رادیو، عده‌ای جوان و رزمنده بودند که از دزفول با امکانات ابتدایی چون یک ضبط صوت و میکروفون، علاوه بر پخش به نوشتن مطالب برنامه‌ها نیز اقدام می‌کردند. این رادیو در آن زمان به رادیو جبهه مشهور بود. هم‌اکنون تمامی برنامه‌ها به زبان فارسی با گویش دزفولی اجرا می‌شود.

## صدای رادیو شهری دزفول در رادیو
<gallery>
پرونده:Fm-radio-dezful-.png|نشان واره فرکانس موج اف ام رادیو دزفول
پرونده:Am-radio-dezful-.png|نشان واره فرکانس موج ای ام رادیو دزفول

## گویندگان
- محمدحسین دُرچین (تهیه‌کننده - گوینده - نویسنده و گزارشگر)
- احمد فرجاد
- عبدالامیر مطیع الرسول
- مسعود پرموز
- احمد زرشناس
- محمد ترابی کیا
- لیلا حسن پور
- مجتبی قمر
- مسعود قمر (فوت شده)
- پویا اسحاق زاده
- محمد امین قناد دزفولی
- منوچهر مهدی پور
- الهام باقر باغبانی

## برنامه‌ها
- اشک سرخ
- بُنگ پسین
- نوای قرآن[۳]
- آتشفشانی بر آتشفشان[۴]
- ندبه‌های تنهایی[۵]
- آوای آوان: به مناسبت میلاد امامان شیعه[۶]
- آوای زندگی
- اخبار شمال خوزستان
- پسین همدلی (با گویش دزفولی)
- جمعه انتظار
- نسیم مهر (اذان‌گاهی، ویژه اذان مغرب)
- ندای جمعه (ویژه خطبه‌های نماز جمعه دزفول)
- سحرگاهان رمضانی

## افتخارات
- رادیو شهری برتر در پانزدهمین جشنواره تولیدات رادیویی و تلویزیونی مراکز استان‌ها[۷]
- رادیو برتر در پنجمین همایش سراسری تولیدات رادیویی بارویکرد سوادآموزی[۸]
- گوینده منتخب (مسعود پرموز) در هفدهمین جشنواره تولیدات رادیویی و تلویزیونی مراکز استان‌ها در

بندرعباس